# Armatouch
Armatouch (en macédonien Арматуш) est un village du sud de la Macédoine du Nord, situé dans la municipalité de Novatsi. Le village comptait 41 habitants en 2002.

## Démographie
Lors du recensement de 2002, le village comptait :
- Turcs : 25
- Albanais : 16